# Minnesota Vikings 2011
La stagione 2011 dei Minnesota Vikings fu la 51ª della franchigia nella National Football League, la 30ª giocata al Mall of America Field at the Hubert H. Humphrey Metrodome e la 2ª (1ª considerando una stagione intera) con Leslie Frazier come capo allenatore.

## Offseason 2011
| Draft NFL 2011   |                  |                  |                                                                                             |                                                                                             |                                                                                             |                                                                                             |                                                                                             |
| Ordine del Draft | Ordine del Draft | Ordine del Draft | Giocatore                                                                                   | Ruolo                                                                                       | College                                                                                     | Contratto                                                                                   | Note                                                                                        |
| Giro             | Scelta           | Generale         | Giocatore                                                                                   | Ruolo                                                                                       | College                                                                                     | Contratto                                                                                   | Note                                                                                        |
| 1                | 12               | 12               | Christian Ponder                                                                            | QB                                                                                          | Florida State                                                                               | 4 anni a 10,15 milioni $                                                                    |                                                                                             |
| 2                | 11               | 43               | Kyle Rudolph                                                                                | TE                                                                                          | Notre Dame                                                                                  | 4 anni a 3,90 milioni $                                                                     |                                                                                             |
| 3                | 10               | 74               | Scambiata con i New England Patriots[a]                                                     | Scambiata con i New England Patriots[a]                                                     | Scambiata con i New England Patriots[a]                                                     | Scambiata con i New England Patriots[a]                                                     |                                                                                             |
| 4                | 9                | 106              | Christian Ballard                                                                           | DE                                                                                          | Iowa                                                                                        | 4 anni a 2,48 milioni $                                                                     |                                                                                             |
| 5                | 8                | 139              | Brandon Burton                                                                              | CB                                                                                          | Utah                                                                                        | 4 anni a 2,2 milioni $                                                                      |                                                                                             |
| 5                | 4                | 139              | Scambiata con i Cleveland Browns[b]                                                         | Scambiata con i Cleveland Browns[b]                                                         | Scambiata con i Cleveland Browns[b]                                                         | Scambiata con i Cleveland Browns[b]                                                         | dai Giants[c]                                                                               |
| 6                | 3                | 168              | DeMarcus Love                                                                               | OT                                                                                          | Arkansas                                                                                    | 4 anni a 2,10 milioni $                                                                     | dai Broncos via Browns[b]                                                                   |
| 6                | 5                | 170              | Mistral Raymond                                                                             | SS                                                                                          | South Florida                                                                               | 4 anni a 2,13 milioni $                                                                     | dai Browns[b]                                                                               |
| 6                | 7                | 172              | Brandon Fusco                                                                               | OG                                                                                          | Slippery Rock                                                                               | 4 anni a 2,13 milioni $                                                                     |                                                                                             |
| 6                | 35               | 200              | Ross Homan                                                                                  | LB                                                                                          | Ohio State                                                                                  | 4 anni a 2,10 milioni                                                                       | Scelta compensatoria[d]                                                                     |
| 7                | 12               | 215              | D'Aundre Reed                                                                               | DE                                                                                          | Arizona                                                                                     | 4 anni a 2,09 milioni $                                                                     |                                                                                             |
| 7                | 33               | 236              | Stephen Burton                                                                              | WR                                                                                          | West Texas A&M                                                                              | 4 anni a 2,04 milioni $                                                                     | Scelta compensatoria[d]                                                                     |
| Legenda          | Legenda          | Legenda          | Ha superato i tagli a roster Hall of Famer Ha partecipato ad almeno un Pro Bowl in carriera | Ha superato i tagli a roster Hall of Famer Ha partecipato ad almeno un Pro Bowl in carriera | Ha superato i tagli a roster Hall of Famer Ha partecipato ad almeno un Pro Bowl in carriera | Ha superato i tagli a roster Hall of Famer Ha partecipato ad almeno un Pro Bowl in carriera | Ha superato i tagli a roster Hall of Famer Ha partecipato ad almeno un Pro Bowl in carriera |

Note:
- [a] Durante la stagione 2010 i Vikings scambiarono la loro scelta nel 3º giro (74ª assoluta) del Draft NFL 2011 e la loro scelta nel 7º giro (223ª assoluta) del Draft NFL 2012 con i Patriots per il WR Randy Moss.
- [b] I Browns scambiarono le loro scelte nel 6º giro (168ª e 170ª assoluta) del Draft NFL 2011 con i Vikings per la scelta nel 5º giro (150ª assoluta) del Draft NFL 2011 di questi ultimi.
- [c] I Giants scambiarono la loro scelta nel 5º giro (150ª assoluta) del Draft NFL 2012 e una loro scelta condizionale nel 7º giro del Draft NFL 2012 (che non fu esercitata) con i Vikings per il RB Darius Reynaud ed il QB Sage Rosenfels.
- [d] I Vikings furono ricompensati con due scelte compensatorie per la perdita nella NFL Free Agency dei giocatori Artis Hicks e Chester Taylor.

## Partite

### Pre-stagione
Il 12 aprile 2011 i Vikings svelarono ufficialmente il calendario della pre-stagione. I Vikings aprirono la campagna prestagionale all'LP Field di Memphis contro i Titans il 13 agosto e disputarono un successivo incontro in trasferta al CenturyLink Field di Seattle contro i Seahawks il 20 agosto, per poi chiudere il mese di amichevoli con due incontri casalinghi al Mall of America Field contro i Cowboys il 27 agosto e contro i Texans il 1º settembre.
| Calendario |                                            |                                            |                                            |                                            |                                            |                                            |                                            |                                            |                                            |
| Settimana  | Data                                       | Ora (CDT)                                  | Avversario                                 | Risultato                                  | Stadio                                     | Spettatori                                 | Record                                     | TV                                         | Tabellino                                  |
| 1          | 13 agosto                                  | 7:00 p.m.                                  | Tennessee Titans                           | P 3–14                                     | LP Field                                   | 69.143                                     | 0–1                                        | KARE-11                                    | Recap                                      |
| 2          | 20 agosto                                  | 9:00 p.m.                                  | Seattle Seahawks                           | V 20–7                                     | CenturyLink Field                          | 65.599                                     | 1–1                                        | KARE-11                                    | Recap                                      |
| 3          | 27 agosto                                  | 7:00 p.m.                                  | Dallas Cowboys                             | P 17–23                                    | Mall of America Field                      | 62.800                                     | 1–2                                        | KARE-11                                    | Recap                                      |
| 4          | 30 agosto                                  | 7:00 p.m.                                  | Houston Texans                             | V 28-0                                     | Mall of America Field                      | 62.148                                     | 2-2                                        | KARE-11                                    | Recap                                      |
| Note       | Gli incontri in trasferta sono in corsivo. | Gli incontri in trasferta sono in corsivo. | Gli incontri in trasferta sono in corsivo. | Gli incontri in trasferta sono in corsivo. | Gli incontri in trasferta sono in corsivo. | Gli incontri in trasferta sono in corsivo. | Gli incontri in trasferta sono in corsivo. | Gli incontri in trasferta sono in corsivo. | Gli incontri in trasferta sono in corsivo. |

### Stagione regolare
Il 3 gennaio 2011 furono annunciati gli avversari da incontrare nel corso della stagione regolare, mentre il calendario completo venne annunciato al pubblico l'11 aprile 2011
| Calendario | | | | | | | | | |
| Settimana  | Data | Ora (CDT) | Avversario | Risultato | Stadio | Spettatori | Record | TV | Tabellino |
| 1          | 11 settembre | 3:15 p.m. | San Diego Chargers | P 17-24 | Qualcomm Stadium | 66.716 | 0-1 | Fox | Recap |
| 2          | 18 settembre | 12:00 p.m. | Tampa Bay Buccaneers | P 20-24 | Mall of America Field | 62.416 | 0-2 | Fox | Recap |
| 3          | 25 settembre | 12:00 p.m. | Detroit Lions | P 23-26DTS | Mall of America Field | 62.466 | 0-3 | Fox | Recap |
| 4          | 2 ottobre | 12:00 p.m. | Kansas City Chiefs | P 17-22 | Arrowhead Stadium | 72.931 | 0-4 | Fox | Recap |
| 5          | 9 ottobre | 12:00 p.m. | Arizona Cardinals | V 34-10 | Mall of America Field | 62.479 | 1-4 | CBS | Recap |
| 6          | 16 ottobre | 7:20 p.m. | Chicago Bears | P 10-39 | Soldier Field | 62.322 | 1-5 | NBC | Recap |
| 7          | 23 ottobre | 3:15 p.m. | Green Bay Packers | P 27-33 | Mall of America Field | 61.068 | 1-6 | Fox | Recap |
| 8          | 30 ottobre | 12:00 p.m. | Carolina Panthers | V 24-21 | Bank of America Stadium | 72.095 | 2-6 | Fox | Recap |
| 9          | Riposo | Riposo | Riposo | Riposo | Riposo | Riposo | Riposo | Riposo | Riposo |
| 10         | 14 novembre | 7:30 p.m. | Green Bay Packers | P 7-45 | Lambeau Field | 70.519 | 2-7 | ESPN | Recap |
| 11         | 20 novembre | 12:00 p.m. | Oakland Raiders | P 21-27 | Mall of America Field | 62.748 | 2-8 | CBS | Recap |
| 12         | 27 novembre | 12:00 p.m. | Atlanta Falcons | P 14-24 | Georgia Dome | 68.115 | 2-9 | Fox | Recap |
| 13         | 4 dicembre | 12:00 p.m.[a] | Denver Broncos | P 32-35 | Mall of America Field | 62.939 | 2-10 | Fox[a] | Recap |
| 14         | 11 dicembre | 12:00 p.m. | Detroit Lions | P 28-34 | Ford Field | 63.988 | 2-11 | Fox | Recap |
| 15         | 18 dicembre | 12:00 p.m. | New Orleans Saints | P 20-42 | Mall of America Field | 62.623 | 2-12 | Fox | Recap |
| 16         | 24 dicembre | 12:00 p.m. | Washington Redskins | V 33-26 | FedEx Field | 68.370 | 3-12 | Fox | Recap |
| 17         | 1º gennaio | 12:00 p.m. | Chicago Bears | P 13-17 | Mall of America Field | 62.867 | 3-13 | Fox | Recap |
| Note       | [a]Indica che la gara ha subito una modifica di orario e canale emittente a seguito dello spostamento di Lions-Saints al Sunday Night Gli avversari della propria division sono in grassetto. Gli incontri in trasferta sono in corsivo. | [a]Indica che la gara ha subito una modifica di orario e canale emittente a seguito dello spostamento di Lions-Saints al Sunday Night Gli avversari della propria division sono in grassetto. Gli incontri in trasferta sono in corsivo. | [a]Indica che la gara ha subito una modifica di orario e canale emittente a seguito dello spostamento di Lions-Saints al Sunday Night Gli avversari della propria division sono in grassetto. Gli incontri in trasferta sono in corsivo. | [a]Indica che la gara ha subito una modifica di orario e canale emittente a seguito dello spostamento di Lions-Saints al Sunday Night Gli avversari della propria division sono in grassetto. Gli incontri in trasferta sono in corsivo. | [a]Indica che la gara ha subito una modifica di orario e canale emittente a seguito dello spostamento di Lions-Saints al Sunday Night Gli avversari della propria division sono in grassetto. Gli incontri in trasferta sono in corsivo. | [a]Indica che la gara ha subito una modifica di orario e canale emittente a seguito dello spostamento di Lions-Saints al Sunday Night Gli avversari della propria division sono in grassetto. Gli incontri in trasferta sono in corsivo. | [a]Indica che la gara ha subito una modifica di orario e canale emittente a seguito dello spostamento di Lions-Saints al Sunday Night Gli avversari della propria division sono in grassetto. Gli incontri in trasferta sono in corsivo. | [a]Indica che la gara ha subito una modifica di orario e canale emittente a seguito dello spostamento di Lions-Saints al Sunday Night Gli avversari della propria division sono in grassetto. Gli incontri in trasferta sono in corsivo. | [a]Indica che la gara ha subito una modifica di orario e canale emittente a seguito dello spostamento di Lions-Saints al Sunday Night Gli avversari della propria division sono in grassetto. Gli incontri in trasferta sono in corsivo. |

## Classifiche

### Division
| Classifica della NFC North Division 2011 | Classifica della NFC North Division 2011 | Classifica della NFC North Division 2011 | Classifica della NFC North Division 2011 | Classifica della NFC North Division 2011 | Classifica della NFC North Division 2011 | Classifica della NFC North Division 2011 | Classifica della NFC North Division 2011 | Classifica della NFC North Division 2011 | Classifica della NFC North Division 2011 | Classifica della NFC North Division 2011 | Classifica della NFC North Division 2011 | Classifica della NFC North Division 2011 | Classifica della NFC North Division 2011 | Classifica della NFC North Division 2011 | Classifica della NFC North Division 2011 | Classifica della NFC North Division 2011 |
|                                          | V                                        | P                                        | N                                        | PCT                                      | DIV                                      | DIV PCT                                  | CONF                                     | CONF PCT                                 | NON CONF                                 | C                                        | T                                        | PR                                       | PS                                       | TD                                       | STR                                      | PO                                       |
| ---------------------------------------- | ---------------------------------------- | ---------------------------------------- | ---------------------------------------- | ---------------------------------------- | ---------------------------------------- | ---------------------------------------- | ---------------------------------------- | ---------------------------------------- | ---------------------------------------- | ---------------------------------------- | ---------------------------------------- | ---------------------------------------- | ---------------------------------------- | ---------------------------------------- | ---------------------------------------- | ---------------------------------------- |
| Green Bay Packers                        | 15                                       | 1                                        | 0                                        | .938                                     | 6-0                                      | 1.000                                    | 12-0                                     | 1.000                                    | 3-1                                      | 8-0                                      | 7-1                                      | 560                                      | 359                                      | 70                                       | V-2                                      | DFC                                      |
| Detroit Lions                            | 10                                       | 6                                        | 0                                        | .625                                     | 3-3                                      | .500                                     | 3-3                                      | .500                                     | 4-0                                      | 5-3                                      | 5-3                                      | 474                                      | 387                                      | 57                                       | P-1                                      | WC                                       |
| Chicago Bears                            | 8                                        | 8                                        | 0                                        | .500                                     | 3-3                                      | .500                                     | 7-5                                      | .583                                     | 1-3                                      | 5-3                                      | 3-5                                      | 353                                      | 341                                      | 38                                       | V-1                                      |                                          |
| Minnesota Vikings                        | 3                                        | 13                                       | 0                                        | .188                                     | 0-6                                      | .000                                     | 3-9                                      | .250                                     | 0-4                                      | 1-7                                      | 2-6                                      | 340                                      | 449                                      | 39                                       | P-1                                      |                                          |

## Statistiche
| Andamento in stagione regolare                                                                    |    |    |    |    |    |    |    |    |    |    |    |    |    |    |    |    |    |
| Settimana                                                                                         | 1  | 2  | 3  | 4  | 5  | 6  | 7  | 8  | 9  | 10 | 11 | 12 | 13 | 14 | 15 | 16 | 17 |
| Luogo                                                                                             | T  | C  | C  | T  | C  | T  | C  | T  | R  | T  | C  | T  | C  | T  | C  | T  | C  |
| Risultato                                                                                         | P  | P  | P  | P  | V  | P  | P  | V  | R  | P  | P  | P  | P  | P  | P  | V  | P  |
| Posizione                                                                                         | 4ª | 4ª | 4ª | 4ª | 4ª | 4ª | 4ª | 4ª | 4ª | 4ª | 4ª | 4ª | 4ª | 4ª | 4ª | 4ª | 4ª |
| Luogo: C = Casa; T = Trasferta. Risultato: V = Vittoria; N = Pareggio; S = Sconfitta. R = Riposo. |    |    |    |    |    |    |    |    |    |    |    |    |    |    |    |    |    |

| Classifiche di lega  |             |                |          |
| Categoria            | Yard totali | Yard a partita | Rank NFL |
| Attacco sui passaggi | 2.957       | 184,8          | 28ª      |
| Attacco su corsa     | 2.318       | 144,9          | 4ª       |
| Totale attacco       | 5.275       | 329,7          | 18ª      |
| Difesa sui passaggi  | 4.019       | 251,2          | 26ª      |
| Difesa su corsa      | 1.712       | 107,0          | 11ª      |
| Totale difesa        | 5.731       | 358,2          | 12ª      |

| Leader della squadra       |                  |        |
| Categoria                  | Giocatore        | Valore |
| Yard passate               | Christian Ponder | 1.853  |
| Touchdown passati          | Christian Ponder | 13     |
| Yard corse                 | Adrian Peterson  | 970    |
| Touchdown su corsa         | Adrian Peterson  | 12     |
| Ricezioni                  | Percy Harvin     | 87     |
| Yard ricevute              | Percy Harvin     | 967    |
| Touchdown ricevuti         | Percy Harvin     | 6      |
| Punti totali               | Ryan Longwell    | 104    |
| Yard su ritorno di kickoff | Percy Harvin     | 520    |
| Yard su ritorno di punt    | Marcus Sherels   | 277    |
| Tackle totali              | Chad Greenway    | 154    |
| Sack                       | Jared Allen      | 22     |
| Intercetti                 | Jamarca Sanford  | 2      |
| Fumble forzati             | Jared Allen      | 4      |

## Staff
| Staff dei Minnesota Vikings 2011 |
| --- |
| Organi dirigenziali Proprietà - Proprietario/Azionista di maggioranza: Zygi Wilf - Proprietario/Presidente: Mark Wilf - Proprietario/Vice-Azionista di maggioranza: Leonard Wilf - Partner di Azionariato: Jeffrey Wilf, Reggie Fowler, Alan Landis, David Mandelbaum Staff esecutivo - Vice Presidente del Personale Giocatori: Rick Spielman - Direttore del Personale Giocatori: George Paton - Vice Presidente degli Affari Pubblici & Sviluppo dello Stadio: Lester Bagley - Vice Presidente delle Operazioni legate al Football: Rob Brzezinski - Vice Presidente delle Vendite & Marketing e Direttore del Marketing: Steve LaCroix - Vice Presidente delle Finanze e Direttore Finanziario: Steve Poppen - Vice Presidente degli Affari Legali e Direttore Amministrativo: Kevin Warren Consulenti - Consulente: Bud Grant - Consulente Storico del Team: Fred Zamberletti - Consulente Stadio e Sviluppo Immobiliare: Don Becker Scouting staff - Direttore dello Scouting Collegiale: Scott Studwell - Direttore dello Scouting Professionistico: Ryan Monnens - Assistente del Direttore dello Scouting Collegiale: Jamaal Stephenson Capo allenatore - Leslie Frazier Altri allenatori - Coordinatore dello sviluppo della forza e della condizione: Tom Kanavy - Assistente dello sviluppo della forza e della condizione: Juney Barnett e Martin Streight - Assistente del capo allenatore: Cameron Turner Allenatori dell'attacco - Coordinatore dell'attacco: Bill Musgrave - Quarterback: Craig Johnson - Assistente Quarterback: Kevin Stefanski - Running Back: James Saxon - Wide Receiver: George Stewart - Assistente Wide Receiver: Ryan Ficken - Tight End: Jimmie Johnson - Offensive Line: Jeff Davidson - Assistente Offensive Line: Ryan Silverfield Allenatori della difesa - Coordinatore della difesa: Fred Pagac - Defensive Line: Karl Dunbar - Assistente Defensive Line: Diron Reynolds - Linebacker/Assistente speciale del capo allenatore: Mike Singletary - Assistente Linebacker: Jeff Imamura - Defensive Back: Joe Woods - Assistente Defensive Back: Matt Sheldon Allenatori dello special team - Coordinatore dello Special Team: Mike Priefer - Assistente dello Special Team: Chris White |

## Roster finale
| Roster dei Minnesota Vikings 2011 |
| --- |
| Quarterback - 7 Christian Ponder - 18 Sage Rosenfels - 14 Joe Webb Running Back - 27 Lorenzo Booker KR - 44 Ryan D'Imperio FB - 32 Toby Gerhart - 38 Caleb King - 29 Jordan Todman Wide Receiver - 16 Emmanuel Arceneaux - 19 Devin Aromashodu - 12 Percy Harvin KR - 85 Greg Camarillo Tight End - 40 Jim Kleinsasser - 82 Kyle Rudolph - 81 Visanthe Shiancoe - 86 Mickey Shuler, Jr. Offensive Linemen - 61 Joe Berger C/OG - 79 Patrick Brown OG/OT - 63 Brandon Fusco C - 64 Anthony Herrera OG - 74 Charlie Johnson OG/OT - 71 Phil Loadholt OT - 73 DeMarcus Love OT - 65 John Sullivan C Defensive Linemen - 69 Jared Allen DE - 92 Remi Ayodele DT - 99 Christian Ballard DT - 90 Fred Evans DT - 97 Everson Griffen DE - 98 Letroy Guion DT - 92 George Johnson DE - 91 D'Aundre Reed DE - 96 Brian Robison DE - 93 Kevin Williams DT Linebacker - 57 Xavier Adibi MLB - 51 Larry Dean MLB - 52 Chad Greenway OLB - 56 E.J. Henderson MLB - 50 Erin Henderson OLB - 55 Kenny Onatolu OLB Defensive Back - 21 Asher Allen CB - 36 Brandon Burton CB - 31 Chris Cook CB - 37 Eric Frampton SS - 23 Cedric Griffin CB - 24 Jarrad Page SS - 41 Mistral Raymond SS - 33 Jamarca Sanford FS - 22 Benny Sapp CB - 34 Andrew Sendejo FS - 35 Marcus Sherels CB/PR Special Team - 48 Matt Katula LS - 4 Chris Kluwe P - 3 Ryan Longwell K Lista delle riserve - 39 Husain Abdullah FS (IR) - 54 Jasper Brinkley MLB (IR) - 11 Stephen Burton WR (IR) - 76 Steve Hutchinson OG (IR) - 84 Michael Jenkins WR (IR) - 25 Tyrell Johnson SS (IR) - 73 Scott Kooistra OT (IR) - 46 Cullen Loeffler LS (IR) - 28 Adrian Peterson RB (IR) - 26 Antoine Winfield CB (IR) Squadra di allenamento - 17 Kris Adams WR - 72 Chris DeGeare OG - 20 Reggie Jones CB - 68 Butch Lewis OG - 58 Tyrone McKenzie MLB - 89 Allen Reisner TE - 15 Kerry Taylor WR 53 attivi, 10 inattivi, 7 nella squadra di allenamento |
| Legenda - I rookie sono in corsivo. - Il primo ruolo è il principale mentre gli eventuali successivi indicano i ruoli secondari. - (IR) sta per Injured Reserve ed indica la lista ristretta per un solo giocatore infortunato che può tornare ad allenarsi dopo la settimana 6 e a rientrare in prima squadra dopo che questa ha giocato 8 partite. - (NF-Inj.) / (NF-Ill.) stanno rispettivamente per Non-Football Injured e Non-Football Illness ed indicano le liste dove viene inserito un giocatore che ha un infortunio o una malattia non dipendente dal football americano. - (PUP) sta per Physically Unable to Perform ed indica la lista dove viene inserito un giocatore mentre è in attesa di recuperare la condizione fisica. Nella stagione regolare dopo la sesta partita giocata dalla propria squadra, il giocatore ha tempo tre settimane per riprendere ad allenarsi, più tre settimane aggiuntive dal suo rientro agli allenamenti per rientrare in prima squadra. |